# Fockea sinuata
Fockea sinuata es una especie de planta trepadora nativa de África, perteneciente al género Fockea, dentro de la familia Apocynaceae. Se distribuye desde el sur de Namibia y el centro del país hasta la provincia del Estado Libre de Sudáfrica.

## Descripción
Fockea sinuata es una planta suculenta caudiciforme (con aspecto de tallo) poco común, con pocas ramas cortas y erectas y hojas estrechas con márgenes muy ondulados. Presenta una savia lechosa que se dice que es venenosa. Por ello es conveniente evitar el contacto con la piel o los ojos.
Las ramas crecen desde una base tuberosa hinchada. Las hojas son de color verde parduzco, tienen los bordes ondulados y miden hasta 3,5 cm de largo y aproximadamente 0,3 cm de ancho.

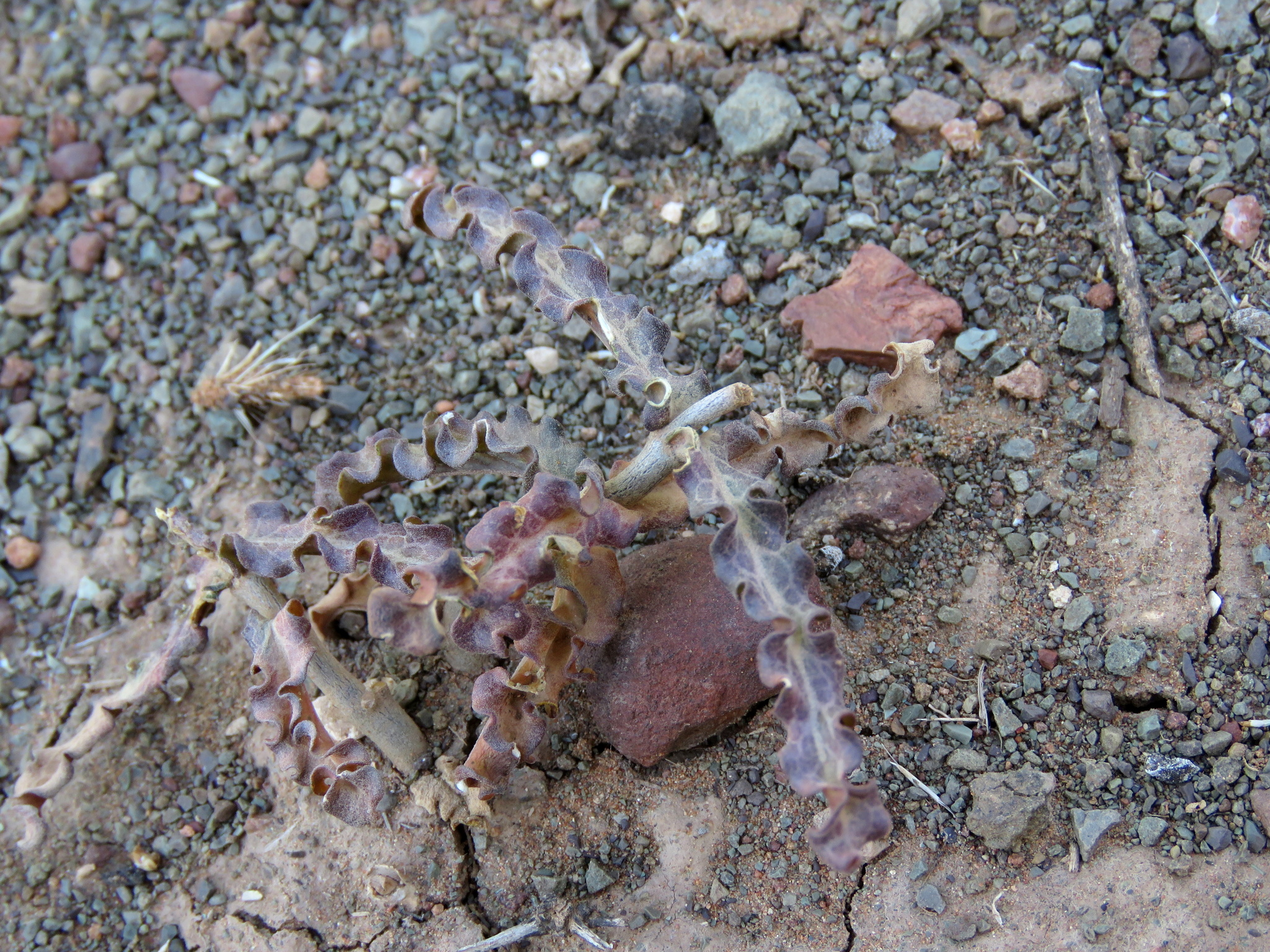
Detalle de las hojas

Las flores son de color verde a marrón, generalmente con pétalos cortos, y aparecen en primavera y verano.

## Distribución y hábitat

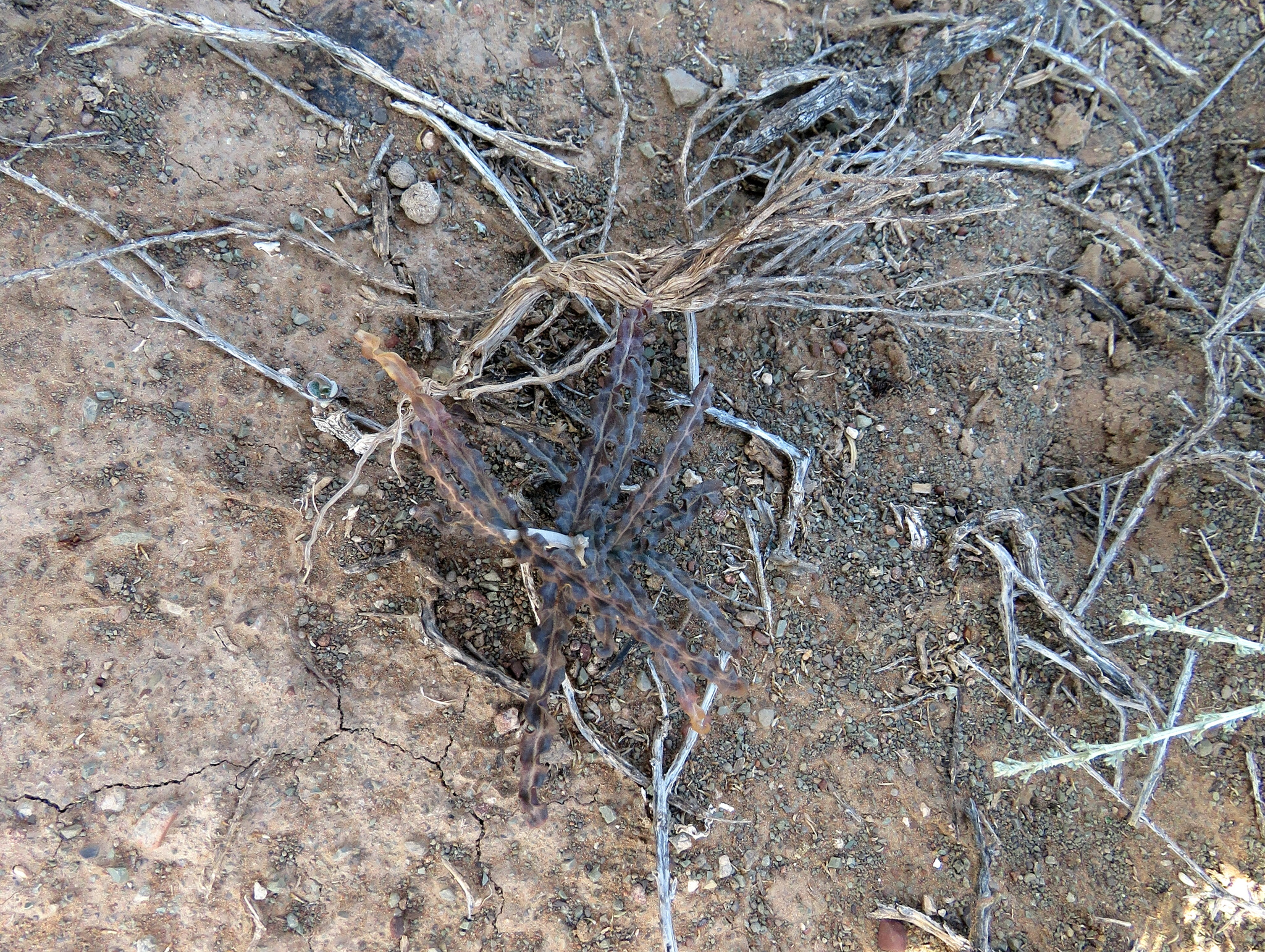
En su hábitat

El área de distribución nativa de esta especie abarca desde el sur de Namibia y el centro del país hasta la provincia del Estado Libre de Sudáfrica y crece principalmente en el desierto o en biomas de matorrales secos.

## Taxonomía
La primera descripción de esta especie fue como Brachystelma sinuatum, publicada en 1838 por el botánico alemán Ernst Heinrich Friedrich Meyer en el libro ilustrado Commentariorum de Plantis Africae Australioris: 196.
Más tarde, el botánico británico George Claridge Druce trasladó la especie al género Fockea, por lo que pasó a llamarse Fockea sinuata. Registró estos cambios en la revista ilustrada (Report,) Botanical Society and Exchange Club of the British Isles 4: 623, publicada en 1917.
Etimología
- Fockea: nombre genérico otorgado en honor al médico y naturalista alemán Gustav Woldemar Focke.
- sinuata: epíteto específico que proviene del latín sinuatus, que significa 'ondulado' o 'con forma de curva' y se refiere a los bordes ondulados de las hojas de esta especie.[4]

## Usos
Fockea sinuata se cultiva principalmente como planta ornamental a partir de semillas, ya que la propagación vegetativa o por esquejes es difícil o imposible.